# Manometer

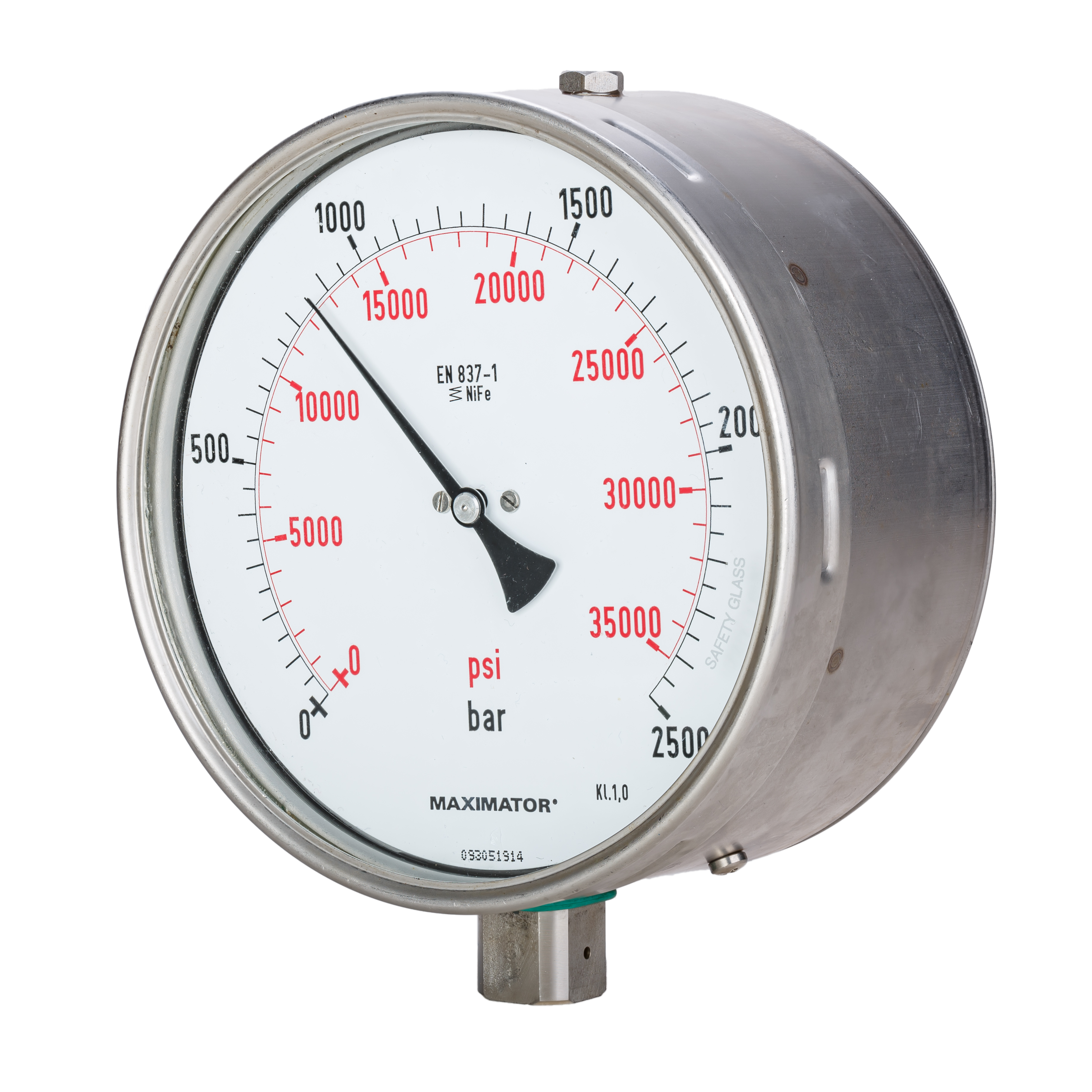
Analog manometer för höga tryck

Animation av mekanismen bakom visarplattan

En manometer (från grekiskans mano's 'gles', 'tunn' och metron 'mått') är ett mätinstrument för tryckmätning av gas- eller vätsketryck i förhållande till det rådande atmosfärtrycket.
Vid exempelvis dykning med dykutrustning finns normalt en tryckmätare kopplad till dykartuberna, som mäter andningsgasens tryck, och indirekt alltså även mängden kvarvarande andningsgas.
Många tekniker har utvecklats för mätning av tryck. Instrument som används för att mäta tryck kallas generellt för vakuum- eller tryckmätare. Ofta härleds ordet manometer till att i första hand mäta vätskors tryck, i närheten av atmosfäriskt tryck, men kan även användas vid gasmätning. Instrument för att mäta specifikt lufttryck kallas däremot för barometer

## Utförande
Ett typiskt utförande på en mekanisk manometer är ett mätinstrument med rund mätartavla, med ett eller flera skalområden som visar det aktuella trycket i exempelvis Bar, MPa eller Psi. Den ansluts normalt till det aktuella mediat, som ska tryckmätas, via en rörledning med skruvförband. Rörledningen kan bestå av ett solitt rör eller en flexibel slang som möjliggör avläsning på distans från tryckkärlet. Skruvförbandets gängstorlek kan variera efter mäthusets storlek, men har vanligtvis en rörgänga av storleken G 1/8" eller G 1/4". 
Mekaniska manometrar kan även ha ett vätskedämpat utförande för att minska påverkan av vibrationer eller tryckstötar.
Se även manometervätska.